# 다이브! (2010년 영화)
《다이브》(The Dive)는 2010년에 개봉한 영화이다.